# Hélène Scholsen
Hélène Scholsen (* 9. Januar 1996) ist eine belgische Tennisspielerin.

## Karriere
Scholsen begann mit sechs Jahren das Tennisspielen. Sie spielt vor allem Turniere auf dem ITF Women’s Circuit, bei denen sie bereits fünf Titel im Einzel und zehn Titel im Doppel gewinnen konnte.
Ihr erstes Turnier als Profi bestritt sie im März 2012 in Le Havre. Im April 2013 erreichte sie beim Turnier im israelischen Ashkelon die Qualifikationsrunde, was ihr die nötige Punktzahl für ihre erstmalige Notierung in der Weltrangliste einbrachte. Im September 2013 stand sie im Viertelfinale des Turniers von Huy, das sie gegen Nina Zander mit 3:6 und 1:6 verlor. Im April 2015 unterlag sie im Halbfinale des Turniers in Ponta Delgada der Spanierin Georgina García Pérez mit 5:7 und 2:6. Im Juni erreichte sie in Tel Aviv erneut das Halbfinale, in dem sie Ofri Lankri mit 2:6 und 4:6 unterlag. Ihr erstes Endspiel im Einzel erreichte sie im Mai 2016 im polnischen Szczawno-Zdrój, wo sie Anastasija Schoschyna knapp mit 3:6, 6:4 und 4:6 unterlag. Der erste Turniersieg im Einzel gelang Scholsen im August 2016, als sie in ihrer Heimat das $10.000-Turnier Rebecq Ladies Trophy gewann.
Ihr bislang letztes internationale Turnier spielte Scholsen im März 2021. Sie wird daher nicht mehr in der Weltrangliste geführt.

## Turniersiege

### Einzel
| Nr. | Datum           | Turnier         | Kategorie   | Belag     | Finalgegnerin                  | Ergebnis      |
| --- | --------------- | --------------- | ----------- | --------- | ------------------------------ | ------------- |
| 1.  | 7. August 2016  | Rebecq          | ITF $10.000 | Sand      | Ellen Perez                    | 3:6, 6:1, 6:2 |
| 2.  | 29. Januar 2017 | Kairo           | ITF $15.000 | Sand      | Fatma Al-Nabhani               | 6:1, 7:5      |
| 3.  | 23. April 2017  | Kairo           | ITF $15.000 | Sand      | Maria Fernanda Herazo Gonzales | 3:6, 6:1, 6:2 |
| 4.  | 18. März 2018   | Ramat haScharon | ITF $15.000 | Hartplatz | Anastassija Pribylowa          | 6:3, 6:2      |
| 5.  | 25. März 2018   | Tel Aviv        | ITF $15.000 | Hartplatz | Caroline Werner                | 7:5, 6:4      |

### Doppel
| Nr. | Datum             | Turnier     | Kategorie     | Belag             | Partnerin            | Finalgegnerinnen                    | Ergebnis          |
| --- | ----------------- | ----------- | ------------- | ----------------- | -------------------- | ----------------------------------- | ----------------- |
| 1.  | 15. Mai 2015      | Akko        | ITF $10.000   | Hartplatz         | Sadafmoch Tolibowa   | Vlada Ekshibarova Darja Lodikowa    | 6:1, 6:1          |
| 2.  | 25. Juli 2015     | Tampere     | ITF $10.000   | Sand              | Nora Niedmers        | Cristina Ene Dea Herdželaš          | 6:4, 7:65         |
| 3.  | 19. Juni 2016     | Alkmaar     | ITF $10.000   | Sand              | Luisa Marie Huber    | Charlotte Roemer Caroline Werner    | kampflos          |
| 4.  | 26. März 2017     | Óbidos      | ITF $15.000   | Teppich           | Manisha Foster       | Anna Klasen Erika Vogelsang         | 7:66, 6:1         |
| 5.  | 11. November 2017 | Ortisei     | ITF $15.000   | Hartplatz (Halle) | Alina Silitsch       | Alena Fomina Jekaterina Kasionowa   | 6:3, 7:5          |
| 6.  | 4. Januar 2018    | Hongkong    | ITF $15.000   | Hartplatz         | Yuki Kristina Chiang | Chen Pei-hsuan Wu Fang-hsien        | 6:2, 6:3          |
| 7.  | 28. April 2018    | Wiesbaden   | ITF $25.000   | Sand              | Chanel Simmonds      | Cornelia Lister Sabrina Santamaria  | 6:3, 2:6, [10:8]  |
| 8.  | 5. August 2018    | Bad Saulgau | ITF $25.000+H | Sand              | Albina Xabibulina    | Lea Bošković Chiara Scholl          | 6:2, 6:4          |
| 9.  | 18. Januar 2020   | Kairo       | ITF W15       | Sand              | Chantal Škamlová     | Sofia Dmitrijewa Viktoriia Kalinina | 6:0, 6:4          |
| 10. | 25. Januar 2020   | Kairo       | ITF W15       | Sand              | Chantal Škamlová     | Kamila Kerimbajewa Vitalia Stamat   | 6:74, 6:1, [10:7] |